# Papamosques de Damar
El papamosques de Damar (Ficedula henrici) és una espècie d'ocell de la família dels muscicàpids (Muscicapidae) endèmica de l'illa de Damar, a l'est de les Illes Petites de la Sonda, a Indonèsia. El seu hàbitat natural són els boscos tropicals i subtropicals de frondoses humits de les terres baixes. Està afectat per la pèrdua d'hàbitat. Des del 2007, el seu estat de conservació es considera gairebe amenaçat, després de demostrar-se ser més comú del que es creia anteriorment, sortint de la llista d'espècies vulnerables.